# The Land That Time Forgot
The Land That Time Forgot (prt: O Sexto Continente; bra: A Terra Que o Tempo Esqueceu) é um filme britânico e americano de 1974, realizado por Kevin Connor. O filme é uma adaptação do livro de Edgar Rice Burroughs do mesmo nome.

## Sinopse
Um submarino alemão da Primeira Guerra Mundial fica sem combustível e tem de parar numa ilha misteriosa na Antártida, onde a tripulação descobre uma refinaria primitiva.

## Elenco
- Doug McClure ....... Bowen Tyler
- John McEnery ....... Capitão Friedrich Von Schoenvorts
- Susan Penhaligon ....... Lisa Clayton
- Keith Barron ....... John Bradley
- Anthony Ainley ....... Tenente Dietz
- Godfrey James ....... Borg
- Declan Mulholland ....... Olson
- Roy Holder ....... Plesser
- Andrew McCulloch ....... Sinclair
- Ron Pember ........ Jones
- Brian Hall ....... Schwartz
- Peter Sproule ....... Hindle
- Steve James ....... Primeiro Sto-Lu